# Terry A. Wolff
Terry A. Wolff (* um 1957) ist ein pensionierter Generalleutnant der United States Army. Er war unter anderem Kommandeur der 1. Panzerdivision.
In den Jahren 1975 bis 1979 absolvierte Terry Wolff die United States Military Academy in West Point. In der Armee durchlief er anschließend alle Offiziersränge vom Leutnant bis zum Drei-Sterne-General.
Im Lauf seiner militärischen Karriere absolvierte er verschiedene Kurse und Schulungen. Dazu gehörten unter anderem das Command and General Staff College und das Naval War College. Außerdem erhielt er einen akademischen Grad von der Katholischen Universität von Amerika.
In seinen jüngeren Jahren absolvierte er den für Offiziere in den niederen Rangstufen üblichen Dienst in unterschiedlichen Einheiten und Standorten. Dazu gehörten auch Aufgaben als Stabsoffizier in verschiedenen Hauptquartieren. Im weiteren Verlauf kommandierte er militärische Einheiten auf fast allen Ebenen bis zum Divisionskommandeur. Zusammengenommen war er fast zehn Jahre in Deutschland stationiert. In den Jahren 2003, 2006 und 2007 und nochmals im Jahr 2010 war er im Irak eingesetzt. Er kommandierte unter anderem das 2. Kavallerieregiment (2nd Armored Cavalry Regiment) und das militärische Ausbildungsteam der Koalitionsstreitkräfte im Irak (Coalition Military Assistance Training Team).
Im Mai 2009 wurde Terry Wolff als Nachfolger von Mark Hertling mit dem Kommando über die 1. Panzerdivision betraut. Die Division war damals noch in Deutschland stationiert und wurde im Mai 2011 nach Fort Bliss verlegt. Ebenfalls im Mai 2011 endete Wolffs Zeit als Divisionskommandeur. Er wurde zunächst nach Heidelberg versetzt wo er für einige Zeit Stabschef und stellvertretender Kommandeur von USAREUR war. Es folgte seine Beförderung zum Generalleutnant unter gleichzeitiger Versetzung zur Stabsabteilung J5 der Joint Chiefs of Staff in Washington, D.C. Dort leitete er die Abteilung für strategische Planungen (Strategic Plans and Policy). Diese Position bekleidete er zwischen September 2011 und Dezember 2013. Im Februar 2014 schied er aus dem aktiven Militärdienst aus.
Nach seiner Pensionierung war Wolff für das Nahost- und Südasienzentrum für strategische Studien (Near East South Asia Center for Strategic Studies) tätig. Ab November 2015 arbeitete er als Deputy Special Presidential Envoy für die globale Koalition gegen den Terror des Islamischen Staats. Im April 2022 wurde Terry Wolff vom Präsidenten Joe Biden zum (zivilen) Koordinator der Sicherheitsmaßnahmen für die von Russland angegriffene Ukraine ernannt.